# Pans Labyrinth
Pans Labyrinth (Originaltitel El laberinto del fauno; span. für ‚Das Labyrinth des Faun‘) ist ein Spielfilm aus dem Jahr 2006, bei dem Guillermo del Toro Regie führte und auch das Drehbuch verfasste. Der Film, der vor dem Hintergrund militärischer Repression in der Zeit nach dem Spanischen Bürgerkrieg spielt, ist eine Mischung aus Filmdrama und Fantasyfilm. Deutscher Kinostart des Filmes war am 22. Februar 2007.

## Handlung
Der Film beginnt mit einer Szene, in der ein dunkelhaariges Mädchen blutend und schwer atmend auf einem Steinboden liegt.
1944 – der spanische Bürgerkrieg (1936–1939), der mit dem Sieg der Faschisten unter Franco endete, ist vorbei, während weltweit noch der Zweite Weltkrieg wütet. Der franquistische Hauptmann Vidal befindet sich mit seiner Truppe in den Bergen Nordspaniens. In einer verlassenen Mühle hat er sein Hauptquartier eingerichtet. Von dort aus bekämpft er Partisanen, die von den nahgelegenen Bergen aus Widerstand leisten. Vor Kurzem hat er die jetzt hochschwangere Carmen geheiratet, die eine elfjährige Tochter hat, Ofelia. Als die beiden auf dem Weg zum Hauptmann sind, hält ihr Auto an, weil Carmen sich übergeben muss. Etwas weiter auf der Straße findet Ofelia einen Stein mit einem Auge darauf. Etwas abseits der Straße entdeckt sie eine Steinstatue, der dieses Auge fehlt. Als sie es einsetzt, krabbelt ein übergroßes Insekt aus dem offenen Mund der Statue, das wie eine Gottesanbeterin oder Gespensterschrecke aussieht. Als Ofelia zurückgerufen wird und das Auto weiterfährt, folgt das Insekt der Wagenkolonne.
Für ihren Stiefvater, der mit äußerster Brutalität gegen die Partisanen vorgeht, ist Ofelia ein Störfaktor, das bemerkt sie unmittelbar bei der ersten Begegnung mit ihm. Neben der Mühle befindet sich ein altes Mauerwerk mit einem großen Tor – Mercedes, eine der Hausangestellten des Hauptmanns, erzählt Ofelia, dies sei ein Labyrinth und stehe schon sehr lange dort, viel länger noch als die Mühle.
In der ersten Nacht, als Ofelia neben ihrer Mutter nicht einschlafen kann, taucht das Insekt wieder auf. Ofelia zeigt ihm ihr Märchenbuch, in dem eine Fee abgebildet ist. Das Insekt sieht auf das Bild und verwandelt sich – unter großer Anstrengung – in eine Fee. Schließlich führt es das Mädchen in das steinerne Labyrinth. In der Mitte angekommen, die einer Lichtung gleicht, geht Ofelia eine Wendeltreppe aus Stein hinab. Am dunklen Grund findet sie nichts als eine weitere Steinskulptur, die einen Faun, ein Mädchen und ein Baby darstellt. Sie begegnet zum ersten Mal dem Faun, der, wie aus einem Winterschlaf erwacht, noch zittrig das kleine Mädchen betrachtet. Erfreut erzählt er Ofelia, dass sie die Wiedergeburt der Prinzessin Moana sei, die einst aus Neugier ihr unterirdisches Reich verlassen, im Laufe der Zeit menschlich geworden sei und ihre wahre Identität vergessen habe. Noch immer warte der Vater der Prinzessin, der König, auf sie. Ofelia könne den Fluch brechen und der dahinsiechenden magischen Welt zu neuem Leben verhelfen, indem sie dorthin zurückkehre.
Allerdings müsse sie drei Prüfungen bestehen, sagt der Faun, um festzustellen, ob die Seele der Prinzessin nicht schon zu lange bei den Menschen gewesen sei und sie ihre Unsterblichkeit dabei verloren habe. Die Prüfungen müsse Ofelia bis zur nächsten Vollmondnacht bestanden haben – sonst sei sie dazu verdammt, für immer bei den Menschen zu leben, zu altern und irgendwann zu sterben. Er gibt ihr ein Buch mit leeren Seiten, in dem jedoch später Anweisungen zu den Prüfungen als Texte und Zeichnungen wie von Zauberhand erscheinen werden. Ofelia kehrt zum Haus zurück.
Am nächsten Tag hat der Hauptmann zu einer Soiree wichtige Persönlichkeiten eingeladen, und Ofelias Mutter hat ihr dafür ein Kleid genäht. Ofelia macht sich auf, die erste Prüfung anzutreten. Unter einem uralten großen Baum sitzt eine Riesenkröte, die den Baum langsam absterben lässt. Ofelia soll die Kröte töten und einen Schlüssel aus deren Magen holen, um den Baum zu retten. Es gelingt ihr, aber ihr schönes Kleid, das sie – um es nicht schmutzig zu machen – an einen Ast des Baumes gehängt hat, ist vom Wind auf den Erdboden geweht worden und dadurch nun völlig verdreckt. Die Mutter ist entsetzt und ärgerlich und schickt Ofelia ohne Abendbrot ins Bett.
Ofelia findet heraus, dass die Hausangestellte Mercedes und der Arzt Dr. Ferreiro mit den Partisanen kooperieren – sie schleichen sich nachts hinaus, und der Arzt amputiert einem verwundeten Partisanen das von Wundbrand befallene Bein. Ihrer hochschwangeren Mutter geht es immer schlechter, weshalb Ofelia die zweite Prüfung nicht beginnt. Der ungehaltene Faun taucht in ihrem Zimmer auf und gibt ihr eine Alraune. Ofelia soll die Alraune in einer Schüssel mit Milch unter das Bett der Mutter stellen und sie täglich mit zwei Tropfen ihres Blutes füttern. Sofort geht es ihrer Mutter besser. Ofelia hat nun Gelegenheit, die zweite Prüfung zu absolvieren.
Sie muss eine Tür aus Kreide an die Wand malen, die sich dann materialisiert. Dahinter befindet sich ein Gang, der in einen Raum mündet, in dem ein opulentes Festmahl aufgetischt ist. Der Faun hatte sie gewarnt, sie dürfe nichts essen oder trinken. Auch müsse sie von diesem gefährlichen Ort zurückkehren, bevor die Sanduhr, die er ihr zusammen mit der Kreide gegeben hat, abgelaufen ist. Zur Hilfe gibt er ihr drei Feen mit, die sie leiten sollen. Am Tischende sitzt reglos ein blasses, augenloses humanoides Monster, dessen Augäpfel auf einem eisernen Teller vor ihm liegen. Ofelia findet drei kleine Türchen an der Wand, jedes mit einem Schloss versehen. Die Feen deuten auf das mittlere Türchen, doch Ofelia entscheidet sich für das linke, öffnet dieses und findet einen Dolch darin. Die bleiche Kreatur am Tisch bewegt sich noch immer nicht, und Ofelia, noch hungrig vom Vortag, isst zwei Weintrauben, obwohl die Feen verzweifelt versuchen, sie davon abzuhalten. Daraufhin erwacht die weiße Kreatur und steckt sich die Augäpfel in die Handinnenflächen. Der Kinderfresser (Glasmalereien an der Decke zeigen seine schrecklichen Taten, und in einer Ecke liegen dutzende Kinderschuhe) ergreift zwei der Feen, die ihn aufhalten wollen, und beißt ihnen die Köpfe ab. Nur mit Glück kann Ofelia durch eine zweite Kreidetür, die sie an die Decke zeichnet, entkommen, da sich die erste wegen der abgelaufenen Sanduhr bereits geschlossen hatte.
Der Faun ist wütend und wirft ihr vor, wegen ihres Ungehorsams versagt zu haben; dann verschwindet er. Ofelia will neue Blutstropfen in das Gefäß mit der Alraune träufeln, doch ihr Stiefvater erwischt sie dabei. In ihrer Verzweiflung, die Kontrolle über ihre Tochter ganz verloren zu haben, wirft die Mutter die Alraune ins Kaminfeuer. Im selben Augenblick setzen bei ihr heftige Wehen ein. Vidal hat inzwischen in den Wäldern eine Gruppe Partisanen gestellt und alle getötet bis auf einen, den er nun die ganze Nacht lang bestialisch foltert. Der Arzt erlöst den gefolterten Partisanen am nächsten Morgen mit einer Morphium-Spritze. Vidal, der anhand von gleichen Penicillinampullen entdeckt hat, dass der Arzt den Rebellen hilft, erschießt diesen hinterrücks. Carmen stirbt bei der Geburt, doch das neugeborene Kind, Vidals leiblicher Sohn, überlebt. Als sich Vidals Vermutung, auch Mercedes kooperiere mit den Partisanen, bestätigt, beschließt er, sie zur Rede zu stellen. Ofelia will zusammen mit Mercedes in die Wälder fliehen, doch die beiden werden unweit des Hauses gestellt. Ofelia wird in ihrem Zimmer eingesperrt, während Mercedes gefoltert werden soll. Sie kann sich mit ihrem versteckt gehaltenen Küchenmesser befreien und den Hauptmann mit mehreren Stichen in Rücken, Brust und Gesicht verletzen. Sie flieht in die Berge, wo die Soldaten, die sie zurückholen sollen, von den Partisanen erschossen werden.
Es ist Vollmondnacht. Ofelia ist allein und verzweifelt in ihrem Zimmer, als überraschend der Faun auftaucht und ihr eine letzte Chance geben will, wenn sie ihm ohne Widerworte und Fragen gehorcht. Sie soll mit ihrem kleinen Bruder ins Labyrinth kommen. Da ihr Zimmer bewacht wird, gibt ihr der Faun wieder ein Stück Kreide, mit dessen Hilfe sie direkt ins Zimmer des Hauptmanns gelangt. Ihr Stiefvater ist dabei, sich zu betrinken, während er seine von Mercedes aufgeschlitzte linke Wange näht. Unterdessen greift eine Übermacht von Partisanen den Hof an. Als Ofelia mit seinem Sohn aus dem Zimmer läuft, rennt der Hauptmann ihr nach. Weil Ofelia ihm aber das Beruhigungsmittel ihrer Mutter in den Schnaps geträufelt hat, fällt es ihm in seiner Benommenheit schwer, sie einzuholen.
Im Labyrinth entkommt Ofelia dem Hauptmann zunächst. Im Vollmondlicht verrät der Faun Ofelia ihre letzte Prüfung: Mit dem Dolch aus der zweiten Prüfung soll sie ihren Bruder verletzen, da für die Rückkehr in das Reich ihres Vaters das Blut eines unschuldigen Menschen geopfert werden müsse. Ofelia weigert sich. Der Faun ist wütend und drängt sie zur Tat. Ofelia weigert sich wieder. Der Faun lässt von ihr ab mit dem Satz, wenn dies ihr Wunsch sei, dann müsse sie für immer in der Welt der Menschen bleiben.
Hauptmann Vidal, der den Faun nicht sehen kann, findet Ofelia, als sie mit seinem Sohn im Arm in der Mitte des Labyrinths steht und ins Leere spricht. Er nimmt ihr das Kind weg und erschießt das Mädchen. Sie liegt verblutend am Boden, man erkennt die Szene vom Anfang des Films wieder. Vidal verlässt das Labyrinth und wird am Eingang von den Partisanen, die den Stützpunkt erobert haben, gefangen genommen. In Erwartung seines Todes übergibt er das Baby an Mercedes und will sein Sterben als Heldentod inszenieren, den man seinem Sohn mitteilen soll. Doch Mercedes erklärt ihm, sein Sohn werde nicht einmal den Namen seines Vaters erfahren. Ihr Bruder erschießt Vidal und die Gruppe findet Ofelia sterbend im Labyrinth. Ihr Blut tropft nach unten in den Schacht, als sie von einem warmen Licht umflossen wird. Das Blut Ofelias öffnet ihr den Weg in das unterirdische Reich, wo sie ihre Eltern und den Faun wiedertrifft. Der Vater erklärt ihr, dass sie die letzte und wichtigste Prüfung bestanden habe, indem sie bereit gewesen sei, sich selbst zu opfern, anstatt unschuldiges Blut zu vergießen. In der realen Welt lächelt Ofelia ein letztes Mal, bevor ihr menschlicher Körper in den Armen der weinenden Mercedes stirbt.
An dem Baum, an welchen Ofelia ihr grünes Kleid gehängt hatte, sprießt eine weiße Blüte. Die Fee, die nun wieder ein Insekt ist, setzt sich neben die Blüte auf den Ast.

## Interpretationsansätze

### Verknüpfung der phantastischen mit der realen Ebene des Films
In Pans Labyrinth wird die phantastische Welt, in welche die Protagonistin Ofelia eintaucht, geschickt als Spiegelbild für die Realität des spanischen Bürgerkriegs genutzt. Ofelia entdeckt diese Welt nach ihrer Ankunft in einer Mühle, die von Vidal, einem Offizier der franquistischen Truppen, als Stützpunkt genutzt wird. Ihre surrealen Prüfungen, initiiert vom Faun, symbolisieren nicht nur individuelle Herausforderungen, sondern auch die tieferen Konflikte und Geschichte Spaniens. Die Verbindung zwischen der phantastischen und der realen Welt wird durch Ofelias Aufgaben hergestellt, die eng mit Ereignissen in der realen Welt verflochten sind.
Dass die Prüfungen, die Ofelia bestehen muss, nicht nur phantastischer Natur sind, sondern auch direkte Bezüge zu den Herausforderungen der realen Welt haben, wird insbesondere über Verknüpfungen zwischen Ofelia und Mercedes durch Parallelen der Erlebnisse beider Ebenen aufgezeigt. Zum Beispiel müssen beide Figuren auf unterschiedliche Weise an für ihre Mission essenzielle Schlüssel oder Messer gelangen.
Der Deutungsansatz Cornelia Ruhes beinhaltet, dass Ofelias Prüfungen gerade nicht nur persönlicher Natur sind, sondern dass sie auch eine größere Bedeutung für die Geschichte Spaniens tragen. Beispielsweise muss Ofelia in ihrer ersten Aufgabe eine riesige Kröte bezwingen, die unter den Wurzeln eines Baumes lebt und diesen vergiftet. Der Baum im Labyrinth symbolisiert nicht nur einen Ort der Phantasie, sondern auch die Konflikte Spaniens, repräsentiert durch die vergiftete Wurzel des großen Baumes, welcher zudem durch seine beiden Hauptäste das von Bruderzwist geplagte Land symbolisiert. Ofelias erfolgreiche Bewältigung ihrer Aufgaben wird zu einem Sinnbild für die Möglichkeit einer neuen, von Konflikten befreiten Zukunft Spaniens.
Die enge Verknüpfung zwischen phantastischer und realer Welt wird abermals durch Ofelias zweite Aufgabe unterstrichen, bei der sie eine Tür an die Wand ihres Zimmers zeichnen muss, um in die Scheinwelt zu gelangen. Die Dauer der Anwesenheit in dieser Welt wird von einer Sanduhr begrenzt, und Ofelia muss den Versuchungen widerstehen, von einem opulenten Festmahl zu kosten. Diese Szene, insbesondere mit der unheimlichen Figur des Pale Man, wie ihn del Toro bei den Produktionsarbeiten selbst nannte, ist zentraler Punkt der Filmdramaturgie und steht gleichzeitig in Verbindung mit einem realen Bankett in der Mühle, bei dem Vidal eine ähnliche Position einnimmt, wie der menschenfressende Pale Man in der phantastischen Welt. Ofelias Erfolge in diesen Prüfungen werden als mögliche Transformation und Befreiung Spaniens von den Wurzeln vergangener Konflikte interpretiert. Die enge Verknüpfung von phantastischer und realer Welt unterstreicht somit die tiefe Symbolik und Allegorie, die Pans Labyrinth zu einem fesselnden und mehrschichtigen Film machen.

### Der „Pale Man“ als Alter Ego des Hauptmanns Vidal
Eine wichtige Interpretationsmöglichkeit besteht darin, dass der Pale Man als Alter Ego des Hauptmanns Vidal gesehen werden kann. Hierfür gibt es einige Argumente, die durch die deutsche Medienwissenschaftlerin Cornelia Ruhe herausgestellt werden.
Der Pale Man wird als eine im Gesicht augenlose Kreatur gezeigt – dessen Augen liegen lose auf dem Tisch und können in die Handinnenflächen eingesetzt werden. Das Wesen lebt in einem unterirdischen Gewölbe und frisst Kinder. Dort befindet sich ein Tisch, an dessen Kopfende die Kreatur sich platziert. Hier treten die ersten Parallelen zwischen dem Pale Man und dem Hauptmann auf, welcher sich ebenfalls immer ans Kopfende seiner Tafel setzt. Im Speisesaal befindet sich außerdem ein Stapel von Kinderschuhen, welche an Aufnahmen von Konzentrationslagern aus der Zeit des Nationalsozialismus erinnern. Dies verdeutlicht, dass der Pale Man als ein Symbol des Faschismus und der Unterdrückung dargestellt wird. Vidal verkörpert diesen Themenkomplex ähnlich wie der Pale Man.
Ofelias Aufgabe besteht darin, ein Schließfach mit dem Schlüssel, welcher durch die vorherige Prüfung in ihren Besitz gelangt ist, zu öffnen. Die Schließfächer stellen eine verzerrte Abbildung des Pans dar. Zu Beginn des Films wird gezeigt, wie Ofelia einen Stein in Form eines Auges an seinen rechtmäßigen Platz in die Statue des Pans steckt. Ab diesem Moment beginnt Ofelias Bekanntschaft mit ihrem Stiefvater Vidal und dem Pan, was dazu führt, dass diesen beiden Figuren korrespondieren. Das von ihr geöffnete Schließfach zeigt den Mund des verzerrten Pans und somit durch die Korrespondenz auch den Mund von Vidal. In diesem Schließfach findet sie einen Dolch, welcher das Gegenstück zu dem Messer von Mercedes in der realen Welt ist. Mercedes fügt Vidal im Verlauf des Films mit ihrem Messer schwere Verletzungen zu, indem diese ihm das Messer unter anderem in den Mund stößt. Durch diesen Stoß kehrt das Messer auf der Bildebene an seinen ursprünglichen Platz zurück. Der Hauptmann näht sich seine Mundverletzung selbst zusammen, dabei wirkt er kalt und gefühllos. Diese Szene lässt Vidal ähnlich unmenschlich wirken, wie der Pale Man unmenschlich ist.
Ein weiterführender Interpretationsansatz betont den Zusammenhang zwischen der eigentümlichen Körperlichkeit des Monsters und Vidals Handlungen  und Wahrnehmung:

„Um die Allmacht und Allwissenheit des Pale Man ist es allerdings, so zeigt der Film deutlich, gerade aufgrund der Lokalisierung seiner Augen, schlecht bestellt: Handelt er (im wahrsten Sinne des Wortes), so kann er nicht sehen, sieht er, so kann er nicht handeln. Wahrnehmung und Handlung schließen sich gegenseitig aus. Zugleich nimmt der Pale Man und mit ihm Vidal die Welt nicht über den dafür eigentlich vorgesehenen Sinn – die Augen – zur Kenntnis, sondern über die Hände, die die Welt im doppelten Wortsinn manipulieren und instrumentalisieren. Er nimmt Menschen wie Mercedes, aber auch den Arzt oder den Stotterer stets erst im Moment ihrer Regelverletzung wahr, sozusagen beim Verstoß gegen seine Manipulationen. Seine Beschäftigung mit ihnen erfolgt dann auf der reinen Handlungsebene, indem er sie foltert oder ermordet. In diesen Momenten ist er wiederum zur Wahrnehmung nur in unzureichender Weise fähig: Er tötet zwei Bauern, ohne ihren Fall vorher genauer in Augenschein zu nehmen, wofür er anschließend seine Soldaten verantwortlich macht; er tötet den Arzt, der der Einzige ist, der seine Frau und Ofelias Mutter retten könnte und verurteilt damit seine eigene Frau zum Tode. In der Tat ist Vidal in der Logik des Films in ganz fundamentaler Weise zur Wahrnehmung unfähig [...]“

### Das Leitmotiv einer Mechanik der Brutalität
Guillermo del Toro konstruiert eine düsterere, fantastische Welt, in der Realität und Fantasie miteinander verschmelzen. Inmitten dieser surrealen Kulisse steht der Hauptmann, eine Figur, die autoritäre Strenge und kalte Brutalität verkörpert. Bei genauerer Betrachtung zeigt sich, dass seine Handlungen wie ein gut geölter Mechanismus funktionieren, ohne Raum für Menschlichkeit oder Mitgefühl.
Der Hauptmann, ein hochrangiger Offizier im Spanischen Bürgerkrieg, repräsentiert eine düstere Facette der menschlichen Natur. Seine autoritären Entscheidungen und grausamen Taten erinnern an die Unbarmherzigkeit einer präzisen Maschine. Die Verbindung dieses Charakters mit dem Motiv der Mechanik verleiht seinen Handlungen eine kühle, berechnende Note.
Wie eine präzise Zahnradmaschine führt der Hauptmann Befehle ohne Zögern aus. Seine grausamen Taten werden nicht von Emotionen, sondern von einer mechanischen Logik gesteuert, die nur das Ergebnis im Blick hat. Diese Unpersönlichkeit verstärkt die Darstellung des Hauptmanns als eine Art dehumanisierter Maschine.
Die mechanischen Elemente erstrecken sich auch auf seine physische Erscheinung. Seine steife Haltung, sein kühler Blick und seine präzisen Bewegungen erinnern an einen perfekt funktionierenden Mechanismus. Diese äußerliche Starre symbolisiert die Abwesenheit von Menschlichkeit und veranschaulicht die Entfremdung des Hauptmanns von den moralischen Grenzen.
Das Motiv der Mechanik verstärkt auch die Kluft zwischen der brutalen Realität, die der Hauptmann verkörpert, und der märchenhaften Fantasiewelt des Films. Während das fantastische Reich von Magie und Wunder erfüllt ist, wird die reale Welt des Hauptmanns von einer kalten, mechanisierten Grausamkeit beherrscht.
In Pans Labyrinth wird die Mechanik nicht nur als visuelles Motiv genutzt, sondern auch als symbolische Sprache. Der Hauptmann wird zu einer menschenähnlichen Maschine, die skrupellos funktioniert und dabei die Essenz der Menschlichkeit verliert. Diese Verbindung zwischen dem Hauptmann und der Mechanik unterstreicht die düsteren Seiten der Macht und zeigt, wie diese oft zu einer entmenschlichten, automatischen Grausamkeit führen können.
Insgesamt wird die Mechanik als kraftvolles Symbol verwendet, um die Brutalität und Entfremdung des Hauptmanns zu betonen. Diese Verbindung zwischen Filmcharakter und Motiv wirft Fragen nach der Natur der Menschlichkeit und den Abgründen der Macht auf, die durch präzise Mechanismen gesteuert werden können.

## Medien-Veröffentlichung
Die deutsche DVD-Veröffentlichung erfolgte am 30. Juli 2007. Es erschien eine Einzel-DVD, die u. a. einen Audiokommentar enthält, sowie eine 3-Disc Collector’s Edition im Digipack, die drei DVDs mit zusätzlichem Bonusmaterial beinhaltet. Die Fassung mit drei DVDs ist zusätzlich auch als sogenannte Limited Edition mit einem 100-seitigen Storyboard-Buch erhältlich. Die deutsche Blu-ray-Veröffentlichung erfolgte am 10. September 2007. Diese enthält neben dem Audiokommentar ein Featurette sowie einen Trailer.

## Kritiken
„Der bildgewaltige fantastische Film bietet in Form einer phantasmagorischen Genre-Melange eine Gegenwelt für den ‚Horror Wirklichkeit‘. Der zweite Teil der ‚Spanischen Trilogie‘ des Regisseurs ist gewiss kein Kinderfilm, steckt voller filmischer Reverenzen und scheut auch vor Grausamkeiten nicht zurück, um eine bittere Betrachtung der spanischen Geschichte des vergangenen Jahrhunderts zu kreieren.“

„Inmitten dieser mal schwermütigen, mal hoffnungsstiftenden Szenerie allerdings wirkt die zwölfjährige Hauptdarstellerin Ivana Baquero etwas hölzern und verloren. Doch die surreale Kraft von del Toros Bildern kompensiert derartige Schwächen. Mit „Pans Labyrinth“ hat Guillermo del Toro sein persönliches Meisterwerk inszeniert. Ein nachdenklicher und bewegender Film über den Sieg der Unschuld über die Tyrannei.
Fazit: Poetisches und fantasievolles Märchen für Erwachsene – allerdings nur für solche mit starken Nerven“

„Sicherlich einer der Höhepunkte des Kinojahres 2006. Handwerkliche Großtat trifft im phantastischen Alice-im-Wunderland-Setting auf politisches Einfühlungsvermögen.“

„Fantasy-Parabel über die Grausamkeiten des Faschismus und die erlösende Kraft kindlicher Imagination, der durch visuelle Brillanz besticht und durch seine historischen Bezüge nicht nur Liebhaber von Fantasy-Filmen anspricht. Die beiden Ebenen des Films stehen jedoch streckenweise seltsam unverbunden nebeneinander.“

„Tragisches Märchen für Erwachsene und poetische Allegorie des Faschismus, in dem unheimliche Fantasy und blutige Realität verschmelzen: ein Meisterwerk des Mexikaners Guillermo del Toro.“

„Ein Werk, von dem man mit Gewissheit sagen kann, dass es nicht nur zu den bleibenden Werken des Jahres, sondern dieser Dekade gehört.“

Der Schriftsteller Stephen King bezeichnete ihn als „außergewöhnlichen Film“, „in dem Ofelias brutale Wirklichkeit und ihre Flucht in eine Fantasiewelt, in der Faunen und Monster leben, […] perfekt gemischt“ werden. Wer ihn einmal gesehen habe, „wird die blasse augenlose Kreatur (der Alptraum jedes Kindes) nie wieder vergessen, die Ofelia beinahe fängt und verspeist.“

## Auszeichnungen
- Academy Award 2007: Beste Kamera, Bestes Szenenbild, Bestes Make-up
- British Academy Film Awards 2007: Beste Kostüme, Beste Maske, Bester nicht-englischsprachiger Film
- Goya 2007: Beste Nachwuchsdarstellerin (Ivana Baquero), Bestes Originaldrehbuch, Beste Kamera, Bester Schnitt, Beste Maske, Bester Ton, Beste Spezialeffekte
- Grammy Awards 2008: Nominierung als Bestes komponiertes Soundtrackalbum für Film, Fernsehen oder visuelle Medien
- Saturn Awards 2007: Bester internationaler Film, Best Performance by a Younger Actor (Ivana Baquero)

## Synchronisation
- Ivana Baquero: Lydia Morgenstern
- Ariadna Gil: Claudia Urbschat-Mingues
- Sergi López: Udo Schenk
- Maribel Verdú: Peggy Sander
- Doug Jones: Dieter Memel
- Alex Angulo: Reinhard Kuhnert
- Roger Casamajor: Markus Pfeiffer

## Trivia
- Die deutsche Power-Metal-Band Solar Fragment schrieb in Anlehnung an die Geschichte des Films den Song Moana’s Return.[16]

- Regisseur Guillermo del Toro bereitete den Film ein Jahr vor, die Dreharbeiten dauerten vier Monate, die Postproduktion nochmals sechs Monate.

- Das titelgebende Fabelwesen wird im spanischen Original el fauno („der Faun“) genannt. Um eine Verwechslung der im Englischen gleich klingenden Worte faun und fawn (dt. Rehkitz) zu vermeiden, wurde der Name in der englischen Fassung in „Pan“ geändert. Auch in der französischen und deutschen Filmfassung wurde diese Änderung übernommen. Pan ist in der griechischen Mythologie der Gott des Waldes und der Natur. Toro hatte die Bezeichnung „Pan“ auch wegen der erotischen Konnotationen dieser Figur bewusst vermieden, die er für das Gegenüber eines elfjährigen Mädchens unpassend fand.

- Der Kinderfresser, im Original el hombre pálido („der Bleiche Mann“) genannt, basiert auf einem japanischen Yōkai, dem Tenome (jap. 手の目, dt. „Handauge“).

- Ironischerweise legt Hauptmann Vidal im Film mehrmals das Lied Soy un Pobre Presidiario des Sängers Angelillo (1908–1973) auf, der ein bekennender Republikaner und Kommunist war.[17]

- Pans Labyrinth ist der Lieblingsfilm der Schriftstellerin Cornelia Funke.[18]

## Romanadaption
Im Jahr 2019 veröffentlichte Cornelia Funke zusammen mit Guillermo del Toro die Romanadaption des Filmes unter dem Titel Das Labyrinth des Fauns im S. Fischer Verlag. Die Hörbuchversion wird von Tom Vogt und der Autorin gesprochen.
Ebenfalls 2019 erschien die englischsprachige Ausgabe Pan’s Labyrinth: The Labyrinth of the Faun bei HarperCollins in den USA und Bloomsbury in Großbritannien.